# Актинидия деликатесная
Актини́дия деликате́сная (лат. Actinídia deliciósa) — вид двудольных цветковых растений, включённый в род Актинидия (Actinidia) семейства Актинидиевые (Actinidiaceae).

## Ботаническое описание
Актинидия деликатесная — крупная лиана или вьющийся кустарник, достигающий 9 м в высоту. Листья опадающие, очерёдные, на длинных черешках, 7,5—12,5 см длиной, яйцевидные или почти округлые в очертании, с выемчатым основанием. Молодые листья покрыты красноватым опушением, взрослые листья с верхней стороны ярко-зелёные, с нижней — бледноватые, с заметными жилками.
Цветки ароматные, обычно обоеполые, реже однополые, появляются в пазухах листьев одиночно или в группах по три. Венчик сначала белый, затем, при распускании лепестков, желтеющий. Тычинки многочисленные во всех цветках, однако в женских цветках они стерильны.
Плоды продолговато-яйцевидные до почти шаровидных, обычно 5—6 см в диаметре, коричневые, густоволосистые. Мякоть зелёная, реже жёлтая, белая или буроватая. Семена мелкие, чёрные или тёмно-фиолетовые.

## Ареал
В естественных условиях актинидия произрастает в горных лесах на территории китайских субъектов Чунцин, Ганьсу, Гуанси, Гуйчжоу, Хэнань, Хубэй, Цзянси, Шэньси, Сычуань и Юньнань.

## Значение

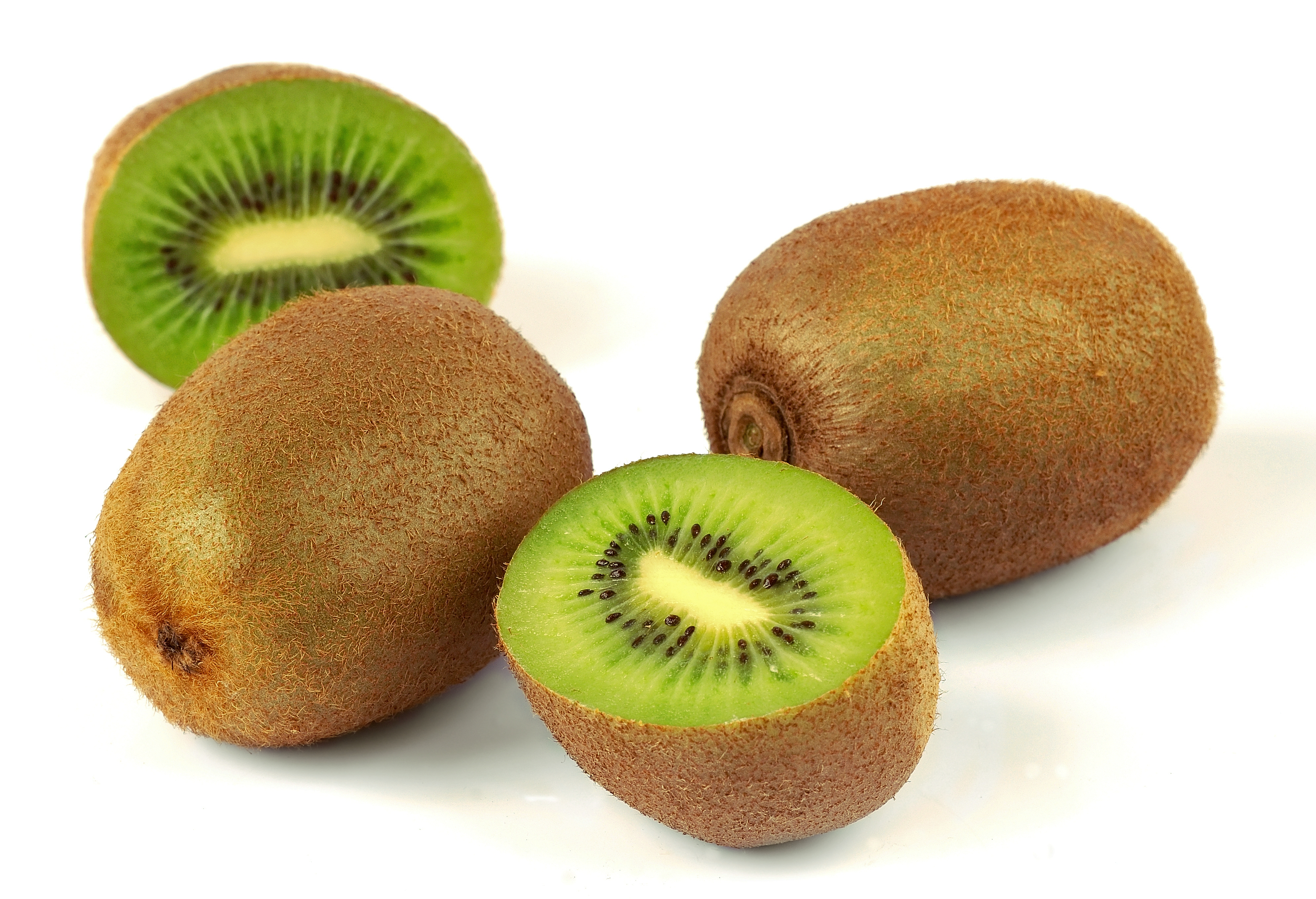
Плоды киви

Актинидия деликатесная — основной вид, используемый для выведения сортов киви. До начала XX века растение выращивалось исключительно в Китае, затем было завезено в Новую Зеландию. В 1940-х годах началось промышленное выращивание киви в Новой Зеландии. В настоящее время по выращиванию киви вне Китая лидирует Италия.

## Таксономия

### Синонимы
- Actinidia chinensis var. deliciosa (A.Chev.) A.Chev., 1941
- Actinidia chinensis var. hispida C.F.Liang, 2006
- Actinidia latifolia var. deliciosa A.Chev., 1940basionym